# Shemot
Shemot (do hebraico ואלה שמות E estes os nomes, primeiras palavras do texto) é a segunda parte da Torá. Shemot é chamado comumente de Êxodo pela tradição ocidental e trata-se praticamente do mesmo livro apesar de algumas diferenças, principalmente no que lida com interpretações religiosas com outras religiões que aceitam o livro de Êxodo. Este livro trata da libertação de Israel do cativeiro no Egito, através das mãos de Moshê, profeta enviado por Deus para o resgate dos descendentes de Jacó e para a edificação de uma nova religião baseada no cumprimento de mandamentos dados por este Deus.

## Nome do livro
O nome hebraico do livro Shemot vem de suas primeiras palavras ואלה שמות (Ve'êle shemot) que significa E estes são os nomes. A Septuaginta traduziu o nome do livro para o grego Ἔξοδος, que seria vertido para o termo Êxodo como conhecido pelo público não-judeu.

## Texto
Shemot é a continuação imediata dos eventos descritos em Bereshit. Com ênfase na eleição divina do povo de Israel, descendentes de Jacó, o texto inicia-se com a escravização dos israelitas pelas mãos dos egípcios que temem o seu aumento populacional. Moisés, um israelita-egípcio é um homem escolhido por Deus para libertar o povo deste cativeiro, executando diante de todos sinais e prodígios que culminam na libertação do povo, que segue para a conquista da Terra Prometida. Moisés institui a religião israelita e recebe de Deus os mandamentos para obediência do povo. O texto é comumente dividido em onze parashot (porções) cuja divisão servem para a leitura semanal do texto nas sinagogas acompanhadas das haftarot. Assim a narrativa de Shemot está dividida em:

## Shemot(שמות)

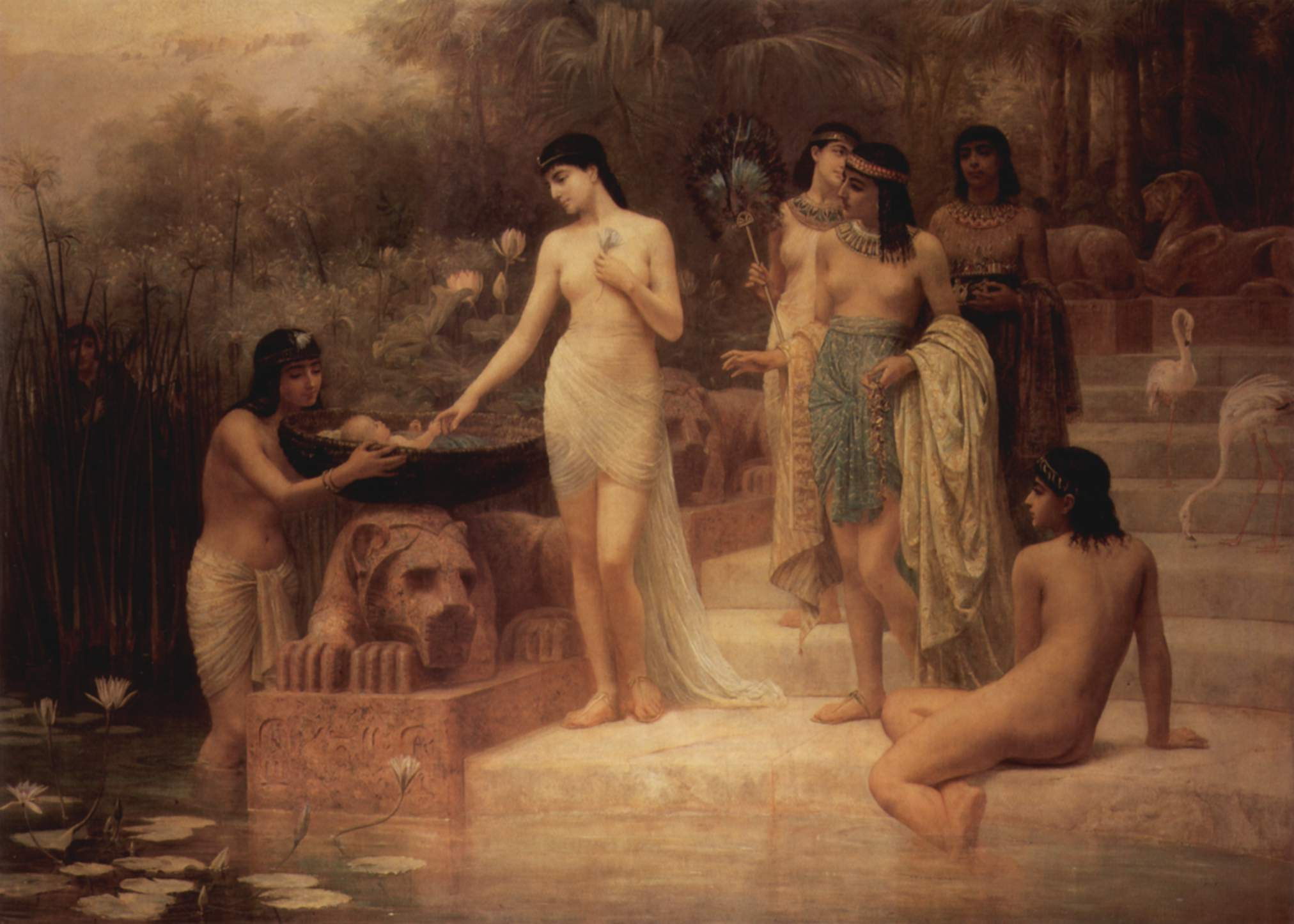
A filha de faraó encontra Moisés(pintado por Edwin Long)

A primeira porção inicia com a descrição da convivência dos filhos de Yaakov (Jacó) na terra do Egito para onde haviam migrado devido à carestia que assolava a região do Oriente Médio. Após muitos anos, um novo faraó temendo o aumento populacional da população israelita, submete estes à duros serviços e institui leis que ordenam a morte de todo recém-nascido do sexo masculino. Um destes recém-nascidos, Moshê (Moisés) tem a vida poupada e lançado no rio Nilo é resgatado pela filha de faraó, Batia, que o adota como filho. Após crescer, Moshê acaba presenciando um ato de agressão de um egípcio contra um israelita, e acaba matando o egípcio, o que leva à fugir para a região de Midian onde conhece Yitrô (Jetro)e casa-se com a filha deste, Tzipora (Zípora).
No exílio, Deus revela-se a Moshê através de uma sarça ardente e lhe incumbe de libertar os israelitas do cativeiro no Egito. Moshê ganha a capacidade de realizar eventos miraculosos, e retorna para o Egito.
A haftará desta parashá é :
- para os Ashkenazim: Isaías 27:6–28:13 & 29:22–23
- para os Sefaradim: Jeremias 1:1–2:3

## Wa'era (וארא)
Nesta parashá é narrado o envio de Moshê e Aharon da parte de Deus a faraó para libertação do povo de Israel. Instruídos a se apresentarem diante de faraó Moshê e Aharon realizam um milagre diante deste, transformando uma vara em serpente. Os feiticeiros de faraó também realizam um prodígio semelhante, o que leva faraó a menosprezar Moshê e Aharon não permitindo aos israelitas partirem.Inicia-se então um confronto de poderes conhecido como as Dez pragas do Egito.
A haftará desta parashá é Ezequiel 28:25–29:21.

## Bo (בא)
Nesta parashá, Moshê e Aharon são enviados a faraó para libertar os israelitas do Egito. A oitava e a nona praga são enviadas, porém faraó recusa-se à permitir que o povo de Israel parta. O Eterno envia a última praga sobre o Egito, o qual consiste em um anjo destruidor que extermina os primogênitos dos egípcios mas poupa os filhos de Israel. Deus faz um pacto com o povo de Israel de celebrar este salvamento perpetuamente através da instituição da Pessach e da mitsvá de Pidyon Haben.
A haftará desta parashá é Jeremias 46:13–28.

## Beshalach (בשלח)

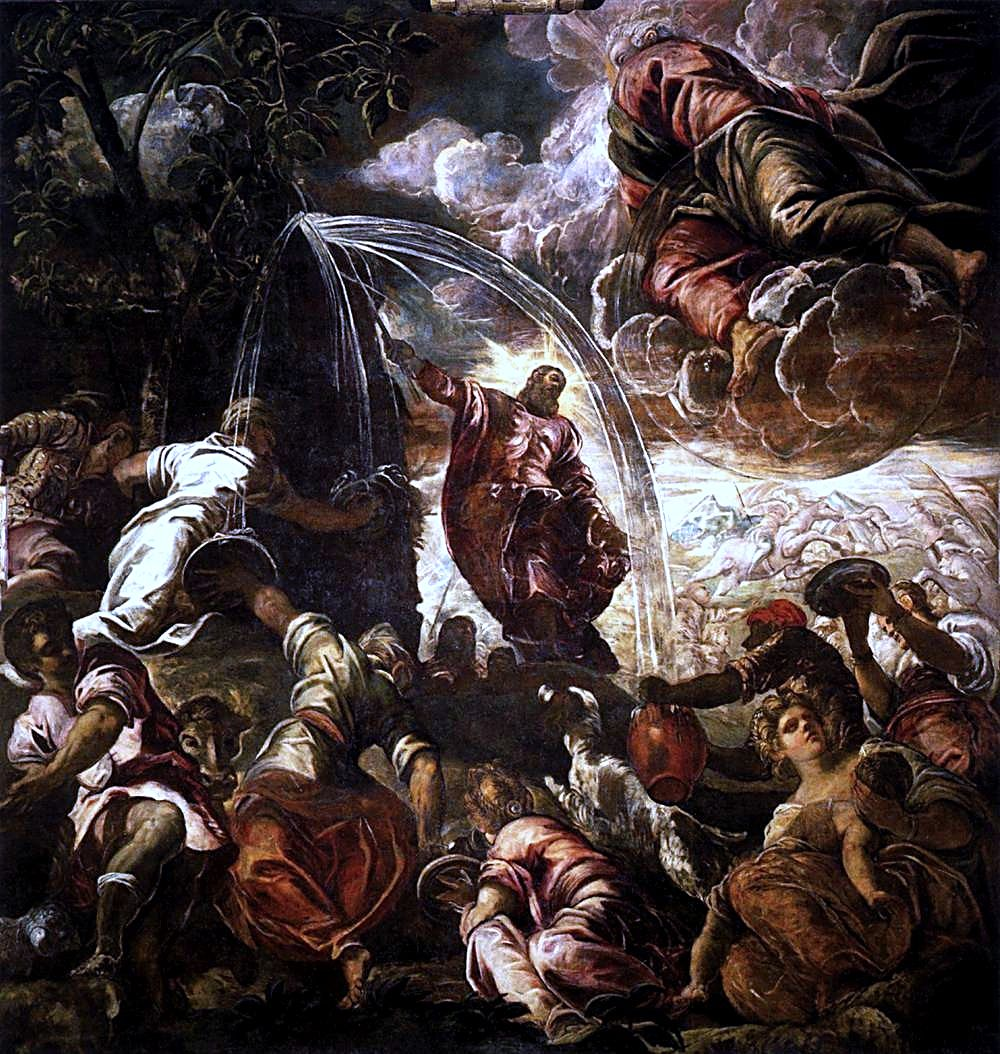
Moisés atinge a rocha que jorra água (pintado por Tintoretto)

O povo israelita é liberto da escravidão egípcia e guiada por Moshê em direção à terra prometida. Faraó segue no encalço do povo porém perece afogado no Mar Vermelho que havia sido aberto para passagem do povo de Israel, que é guiado por uma coluna de fogo de noite e uma nuvem de dia.
Porém o povo passa a murmurar contra Moshê devido as vicissitudes do caminho mesmo com a realização de sinais e prodígios pelas mãos de Moshê. Entre estes sinais prodigiosos está a retirada de água de uma pedra e o maná que caía do céu. A parashá encerra com o combate entre os filhos de Israel e o povo de Amaleque.
A haftará desta parashá é:
- para os Ashkenazim: Juízes 4:4–5:31.
- para os Sefaradim: Juízes 5:1–31

## Yitrô (יתרו)

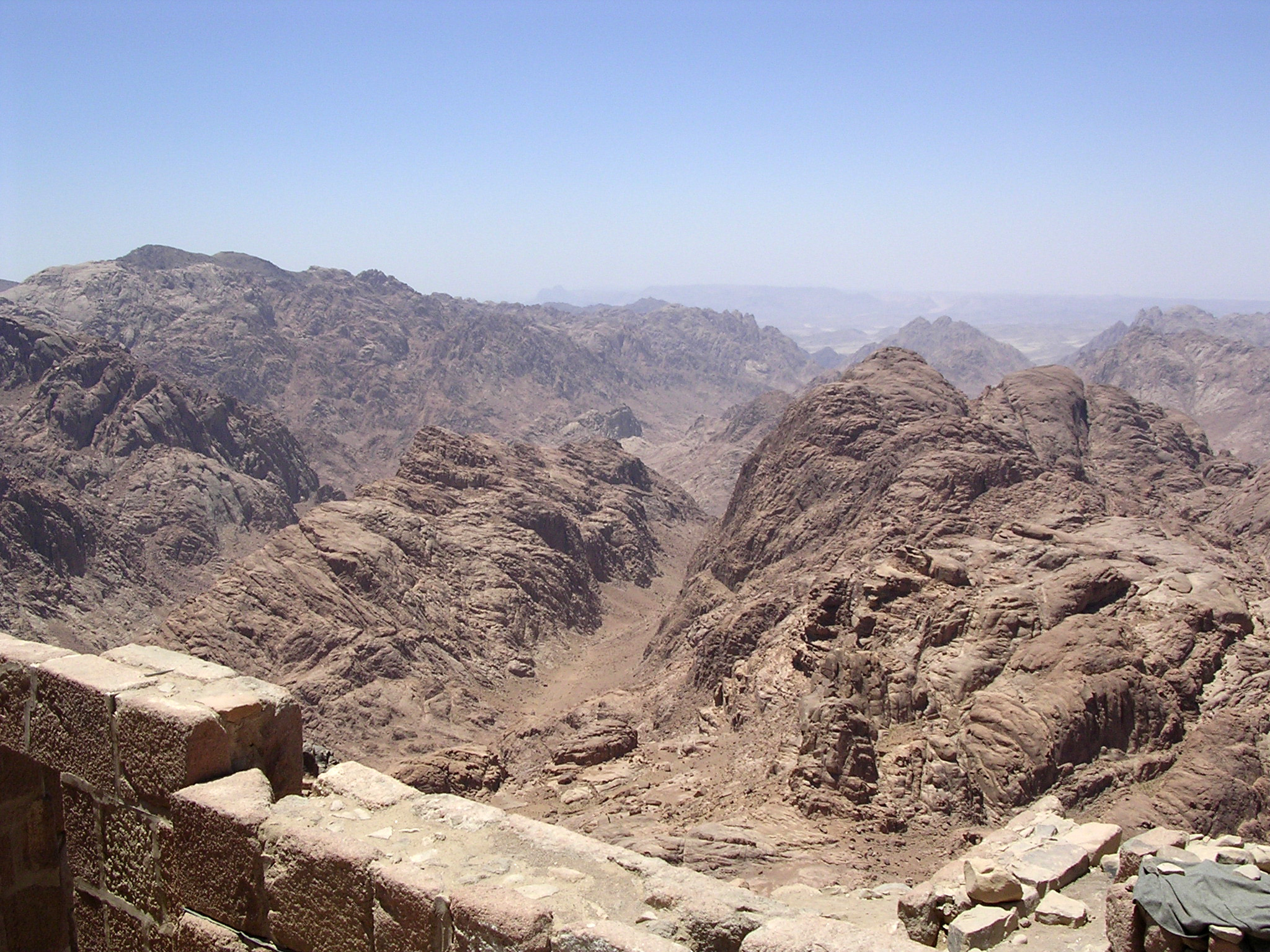
Monte Sinai

O sogro de Moshê, Yitrô chega ao acampamento dos israelitas para se juntar ao povo de Israel e aconselha a Moshê a abandonar o método de ser o único juiz do povo, dividindo sua autoridade com outros juízes subordinados.
O povo israelita chega ao Monte Sinai, aos pés do qual acampam de acordo com as ordens de Deus. Moshê sobe o monte sozinho para receber os mandamentos de Deus.
A haftará desta parashá é:
- Para os Ashkenazim: Isaías 6:1–7:6 & 9:5–6
- Para os Sefaradim:  Isaías 6:1– 13

## Mishpatim (משפטים)
Mishpatim lida com mandamentos de caráter civil, incluindo as leis referentes a escravidão, penas de crimes e festividades anuais.
A haftará desta parashá é Jeremias 34:8–22 & 33:25–26.

## Terumah (תרומה)
Esta parashá inicia a descrição dos detalhes da construção do mishkan móvel que servirá como centro de culto do povo israelita. Descreve as medidas, materiais utilizados no processo de construção e os diversos utensílios do tabernáculo como as tábuas dos dez mandamentos, do shulkhan (mesa sagrada sobre a qual devem permanecer os Lekhem Hapanim ou Pães da Proposição) e a menorá.
A haftará desta parashá é I Reis 5:26–6:13.

## Tetzaveh (תצווה)
Esta parashá descreve as vestes que devem ser utilizadas pelos cohanim (sacerdotes) durante o serviço sagrado, as vestes do Cohen HaGadol (Sumo Sacerdote) e os mandamentos relativos ao melu'im, inauguração ritual para o tabernáculo que deve ser realizado exclusivamente por Moisés e a iniciação de Aarão juntamente com seus filhos no sacerdócio cultural.
A haftará desta parashá é Ezequiel 43:10–27.  Quando esta parashá coincide com o Shabat Zachor (o Shabat que precede o Purim), a parashá é I Samuel 15:2–34.

## Ki Tisa (כי תשא)

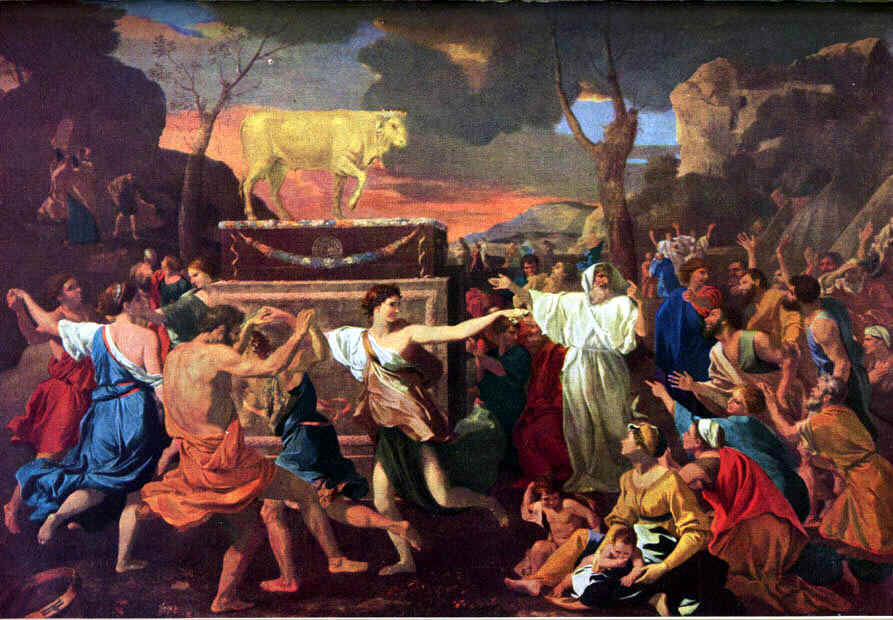
O bezerro de ouro.

Ki Tisa' inicia com o recenseamento do povo israelita e a instituição de um tributo para que os adultos colaborem com a construção do tabernáculo e continua a descrição da composição dos utensílios sagrados como o lavatório, o azeite de unção e o incenso aromático. Deus separa dois homens, Betsalel e Oholiyav para supervisionar a construção do tabernáculo.

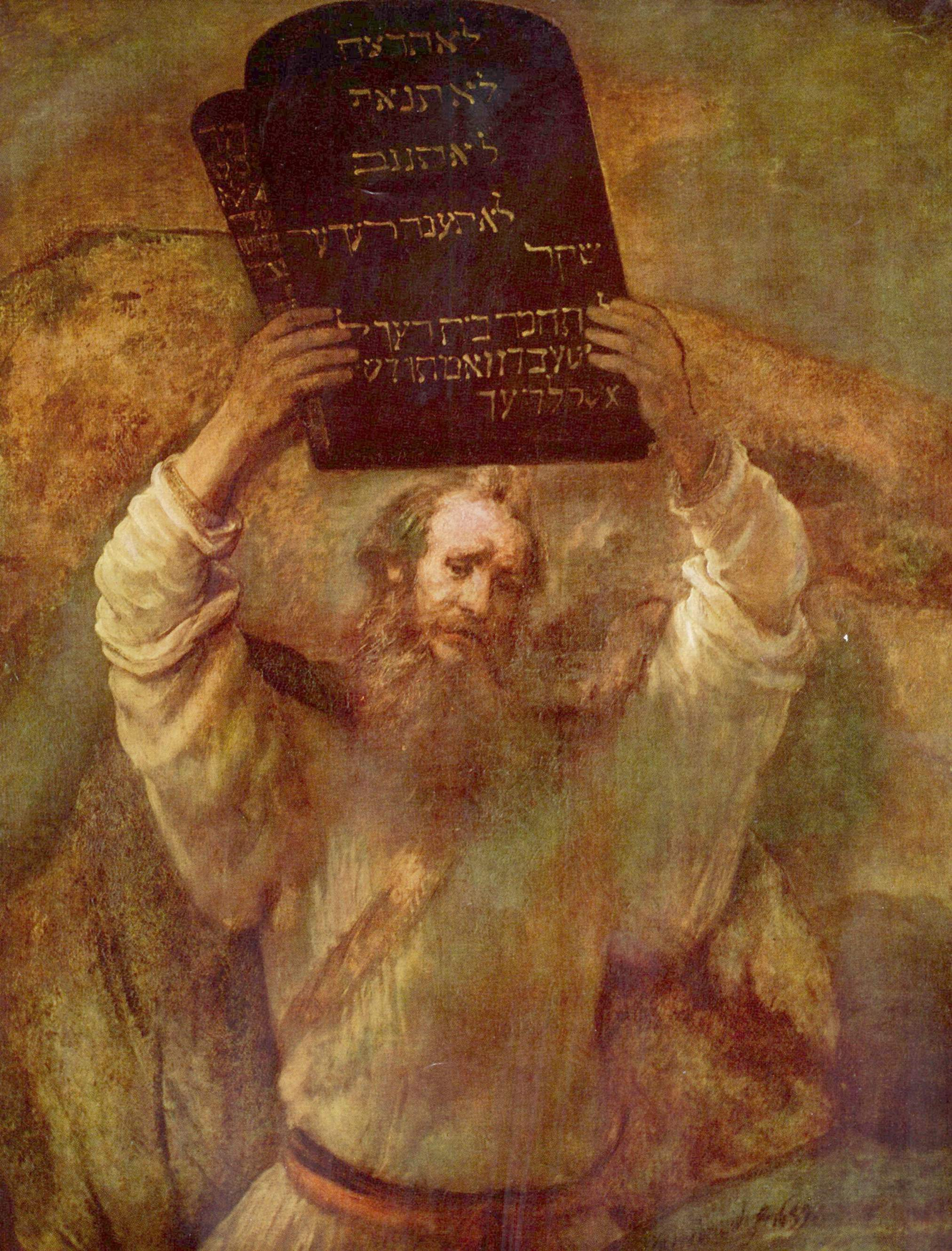
Moisés com as tábuas da Lei

A narrativa segue para a descrição dos eventos decorrentes da demora de Moisés descer do Monte Sinai para onde subira para receber a Torá: o povo de Israel crendo que Moisés havia morrido constroem para si um bezerro de ouro para os guiarem de volta ao Egito. Moshê
(Moisés) retorna ao povo e vê este dançando ao redor do ídolo. Moisés quebra as tábuas dos mandamentos e queima o ídolo. Deus pretende consumir o povo, mas é aplacado pela intervenção de Moisés, que retorna ao monte e recebe um segundo conjunto de tábuas dos mandamentos.
A haftará desta parashá é:
- para os Ashkenazim: I Reis 18:1–39
- para os Sefaradim: I Reis 18:20–39

Se a leitura da parashá coincide com Shabat Parah a haftará é Ezequiel 36:16–38.

## Vayaqhel (ויקהל)
Esta parashá narra a convocação do povo de Israel por Moisés e a advertência sobre a obrigatoriedade do cumprimento do Shabat. Também narra as doações do povo de Israel, e o princípio da construção do tabernáculo.
A haftará desta porção é:
- para os Ashkenazim: I Reis 7:40–50
- para os Sefaradim: I Reis 7:13–26

Quando a parashá coincide com Shabat HaKodesh a haftará é Ezequiel 45:16–46:18.

## Pequdei (פקודי)
A porção final de Shemot descreve a conclusão dos instrumentos e itens do tabernáculo e a subsequente dedicação deste.
A haftará desta parashá é :
- para os Ashkenazim: I Reis 7:51–8:21
- para os Sefaradim: I Reis 7:40–50

Quando a parashá coincide com Shabat HaKodesh, a haftará é  Ezequiel 45:16–46:18.
Quando esta parashá coincide com Shabat Rosh Chodesh, a haftará é Isaías 66:1–24